# クイック・ロック・ジャパン
クイック・ロック・ジャパン株式会社 (英:Kwik Lok JAPAN) は、埼玉県川口市元郷に本社を置く会社である。
日本で唯一パンの袋を止めるために用いるバッグ・クロージャーを作っている会社である。
バッククロージャーの他にも、全自動結束機や半自動結束機、手動結束機、などを作っている。